# Abuso del diritto nell'ordinamento inglese
Nel sistema giuridico anglosassone, il modello di abuso del diritto e cioè l'esercizio abusivo di un diritto per fini diversi da quelli per cui il diritto stesso è attribuito dall'ordinamento, è respinto: pertanto non è possibile qualificare come illecito un atto soltanto perché posto in essere con lo scopo di creare nocumento. Tuttavia in sede giurisprudenziale si è conseguito un risultato latamente comparabile all'istituto esistente nel Civil law continentale, utilizzando lo strumento rappresentato da alcuni torts ovvero la sanzionabilità della malicious compliance (conformità dolosa).

## Decisioni dismissive della giurisprudenza britannica
L'impossibilità di qualificare come illecito un atto solamente perché posto in essere con lo scopo di arrecare danni ad altri, è anche dovuto al significato che ha la nozione di diritto soggettivo nella tradizione giuridica inglese. Il contenuto del diritto, infatti, si determina sulla base delle azioni esperibili in giudizio, piuttosto che sulla base delle situazioni soggettive sostanziali. Ciò significa che un soggetto sarà titolare di una situazione giuridica soggettiva soltanto qualora sia in grado di ottenere un rimedio in giudizio e non sarà possibile, almeno in linea di principio, ottenere un rimedio in giudizio per un atto lecito, ma posto in essere col fine di nuocere.
Tale impostazione viene fatta propria dalla giurisprudenza in due sentenze risalenti alla fine del XIX secolo.
Il primo caso noto è Mayor of Bradford v. Pickles, riguardante la materia dell’uso delle acque. Nel sottosuolo del terreno di cui il signor Pickles era proprietario scorreva l’acqua di una sorgente dalla quale, in un fondo situato a valle rispetto a quello di Pickles, la Corporation of Bradford attingeva per fornire acqua alla città di Bradford. Pickles fece degli scavi nel proprio fondo con l'intento di drenare l’acqua dal sottosuolo, fino a prosciugarlo temporaneamente. Pertanto l'amministrazione locale di Bradford agì per ottenere una injunction affinché i lavori fossero fatti cessare, affermando che il signor Pickles fosse animato da un solo intento speculativo, cioè costringere l’amministrazione a pagare un corrispettivo per usufruire dell’acqua. Eppure, sebbene fu riconosciuto che i lavori vennero eseguiti soltanto al fine di creare un nocumento e per indurre la Corporation of Bradford a pagare un corrispettivo, fu affermata la piena legittimità del comportamento del convenuto, poiché non fu ritenuto possibile sindacare il motivo di un atto che non integra alcuna fattispecie di illecito.
Altro caso rilevante è Allen v. Flood, riguardante il licenziamento di due carpentieri, richiesto dal sindacato al datore di lavoro e avente funzione punitiva poiché i due avevano tenuto condotte contrarie agli orientamenti del sindacato stesso. Pertanto i due agirono contro il delegato sindacale Allen. Anche in questo caso viene sottolineata la necessità di sindacare la liceità di un atto tenendo conto del solo criterio oggettivo e nessuna rilevanza può avere il motivo per il quale esso venga compiuto. Pertanto, pur essendo assodato l’intento di nuocere al licenziato, cagionando una perdita economica, il rappresentante del sindacato non aveva utilizzato alcun atto illecito, perché i contratti di lavoro erano liberamente risolubili dalle parti con effetto immediato e il mero intento di nuocere non integra di per sé una condotta illecita. 

## Eccezionali ambiti di rilevanza dell'animus nocendi
Nonostante questo orientamento giurisprudenziale, sono riscontrabili casi nei quali viene data una certa rilevanza all’intento di nuocere. Alle origini di tale sviluppo, fu emblematico il caso Christie v. Davey, in cui l’attrice, insegnante di musica, ottenne una injunction per far cessare i rumori prodotti dal vicino col solo intento di impedire il regolare svolgimento della sua attività. 

### Settori di operatività dell'abuso
Per quanto i giudici inglesi non abbiano mai riconosciuto il principio dell'abuso del diritto come un principio fondante del loro sistema giuridico, vi è un numero crescente di settori in cui esso opera.

#### Iltort of nuisance
Si fa in particolare riferimento alla disciplina del tort of nuisance, cioè le molestie tra vicini.
Il tort of nuisance è valutato sulla base di un parametro di ragionevolezza dell'interferenza. Il principio generale prevede che colui che si trovi nel possesso di un bene sia come proprietario che ad altro titolo ha diritto al pacifico godimento dello stesso. Le interferenze del vicino possono essere oggetto di azione in nuisance, ma perché la condotta sia sanzionabile, occorre che la violazione superi i limiti della ragionevolezza.

#### Glieconomic torts
Per taluni versi la disciplina dei c.d. economic torts comprende alcuni profili che potrebbero essere classificati come ipotesi di abuso del diritto. Si tratta di illeciti civili dove è fornita tutela contro alcuni tipi di comportamenti che determinano perdite patrimoniali al terzo, senza lesione diretta della persona o dei beni. Occorre non soltanto l'intenzionalità della condotta, diretta ad arrecare una perdita economica, ma anche che l'agente si sia avvalso di unlawful means.
Tra le ipotesi di economic torts assume particolare rilievo la breach of contract che consente al creditore di agire contro il terzo che ha provocato l'inadempimento del debitore. In questo caso, addirittura, la giurisprudenza non richiede che il terzo agisca con l'intenzione di arrecare danno, essendo sufficiente la conoscenza dell'esistenza del contratto che lega le parti e la consapevole accettazione del rischio d'inadempimento da parte del debitore dell'obbligazione. Va però sottolineata la particolare insistenza sui profili di illiceità della condotta. Vi è dunque una notevole differenza rispetto alle fattispecie di abuso del diritto nei sistemi giuridici continentali.

#### Coercizione per atto lecito
Si ha tale fattispecie quando un contraente si propone di esercitare i suoi legittimi diritti approfittando di una situazione di debolezza della controparte per ottenere un risultato, ossia quando la minaccia di compiere un atto altrimenti legittimo è diretta al solo scopo di arrecare danno alla controparte. Un'altra ipotesi analoga è la minaccia di non contrattare. Il rifiuto è di per sé legittimo, ma cessa di esserlo se viene fatto allo scopo di arrecare danno.

### Conformità dolosa
Il concetto di "conformità dolosa" (in inglese malicious compliance o fraudulent compliance) nel contesto giuridico-amministrativo anglosassone si riferisce a una situazione in cui un soggetto apparentemente aderisce a una norma, regolamento o direttiva, ma lo fa in modo da minare o eludere lo scopo della norma stessa, arrecando danno o ostacolando il funzionamento dell'amministrazione o di un'organizzazione.
Caratteristiche principali sono: 
- l'adesione formale, ma ingannevole: il soggetto segue tecnicamente la lettera della legge o della regolamentazione, ma lo fa in modo che l'effetto pratico sia contrario allo spirito della norma[11];
- l'intenzionalità: la condotta è deliberata e mira a sfruttare le regole per ottenere un vantaggio illecito o arrecare danno a terzi[12].
- gli effetti distorsivi: il comportamento può causare inefficienze, ritardi, danni economici o altri effetti negativi, spesso sfruttando lacune o ambiguità normative.

I giudici angloamericani per questa strada giungono a riconoscere casi di responsabilità civile o disciplinare, sanzionando l'elusione normativa di chi sfrutta la rigidità delle regole per ottenere un risultato sleale o dannoso, mantenendo però una parvenza di legalità.